# プレスティージュ
『プレスティージュ』は宝塚歌劇団の舞台作品。月組公演。形式名は「グランド・レビュー」。22場。
作・演出は中村一徳。併演作品は『チェーザレ・ボルジア』-野望の軌跡-。

## 公演期間と公演場所
- 1996年9月20日 - 11月4日　宝塚大劇場[1]
- （東京宝塚劇場公演はない）
- 1997年9月13日 - 10月7日　全国ツアー[2]

### 全国ツアーの公演場所
- 9月13日・14日　広島郵便貯金会館[2]
- 9月15日　ふくやま芸術文化ホール[2]
- 9月17日・18日　静岡市民文化会館[2]
- 9月20日・21日　仙台・イズミティ21[2]
- 9月23日　市川市文化会館[2]
- 9月24日　川口総合文化センター[2]
- 9月26日　富山市芸術文化ホール[2]
- 9月27日・28日　石川厚生年金会館[2]
- 9月30日・10月1日　香川県県民ホール[2]
- 10月3日　九州厚生年金会館[2]
- 10月4日　福岡市民会館[2]
- 10月5日　佐賀市民会館[2]
- 10月7日　鹿児島県民文化センター[2]

## 解説
※『宝塚歌劇100年史（舞台編）』の宝塚大劇場公演参考。
「プレスティージュ」とはフランス語で「魅」「名声」「威厳」を意味する。宝塚の伝統である大人数で豪華かつ華麗なるレビュー場面に、現代風なシャープな場面を織り交ぜたバラエティー・ショー。章ごとに異なる色合いを見せ、個々のスターの魅力を際立たせた。誰もが夢見る「宝塚らしさ」「美しさとかっこよさ」を大切にした、中村一徳の宝塚大劇場における、作・演出デビュー作。

## スタッフ
※宝塚・全国ツアー共通
- 作曲・編曲：吉田優子/高橋城/西村耕次/鞍富真一
- 音楽指揮：野村陽児
- 振付：喜多弘/謝珠栄/黒瀧月紀夫/藍エリナ/伊賀裕子
- 装置：関谷敏昭
- 衣装：任田幾英
- 照明：勝柴次朗
- 音響：加門清邦
- 小道具：伊集院撤也
- 効果：木多美生
- 演出助手：荻田浩一/齋藤吉正
- 振付助手：入江利明
- 装置補：広森守
- 衣装補：田口美香
- 舞台進行：表原渉
- 演奏：宝塚管弦楽団
- 制作：佐分孝
- 衣装生地提供：ミカレディ株式会社

## 主な配役

### 宝塚
- 紳士S、フレデリック、ラテンパッションS、青年、ラテンクラスター男S、ウエストサイドの男S、フィナーレの紳士S、パレードの男S - 久世星佳[1]
- 淑女S、カトリーヌ、少女、ラテンクラスター女S、歌う淑女、フィナーレの淑女S、パレードの女S - 風花舞[1]
- 夜の女王、紳士A、デッド・ブレイブ、ルナティックダンサー、ラテンクラスター男A、フィナーレの紳士A、パレードの男A - 真琴つばさ[1]
- 夜の女王、紳士A、パリジャン、アレックス、ヒートダンサーA、ラテンクラスター男A、フィナーレの紳士A、パレードの男A - 姿月あさと[1]
- 紳士A、ファナティックダンサー男A、若者、フィナーレの紳士A、パレードの男A - 汐風幸[1]

### 全国ツアー
- 紳士S、フレデリック、デッド・ブレイブ、ルナティック・ダンサー、青年、ラテンクライスター男S、ウエストサイドの男S、フィナーレの紳士S、パレードの男S - 真琴つばさ[2]
- 夜の女王、淑女S、カトリーヌ、少女、ラテンクライスター女S、歌う淑女、フィナーレの淑女S、パレードの女S - 風花舞[2]
- 紳士A、パリジャン、ラテン・パッションS、ヒート・ダンサーA、若者、フィナーレの紳士A、パレードの男A - 汐風幸[2]
- 夜の紳士、アレックス、ファナティック・ダンサー男A、フィナーレの紳士A、パレードの男A - 樹里咲穂[2]